# Kostel svatého Prokopa (Krupka)
Kostela svatého Prokopa je zřícenina římskokatolického filiálního kostela v Krupce v okrese Teplice. Od roku 1964 je chráněna jako kulturní památka. Stojí na křižovatce dvou silnic třetí třídy mezi Krupkou a Sobědruhy.

## Historie
Kostel byl postaven jako farní kostel v dnes již neexistující hornické vesnici Kirchlice v gotickém slohu ve druhé polovině 13. století, nejpozději na počátku 14. století. Ze původní stavby se dochoval presbytář. V roce 1331 přestal být farním kostelem. Na počátku patnáctého století byl rozšířen o střední část a západní trojlodní část byla postavena na začátku šestnáctého století. Další úpravy proběhly v letech 1643–1677. V roce 1939 vyhořel a od té doby je zříceninou. V důsledku požáru se zřítily klenby a byl stržen štít.

## Stavební a umělecká podoba
Loď kostela je rozdělena do dvou částí. Nejmladší západní část tvořilo síňové trojlodí zaklenuté síťovou klenbou podepřenou čtveřicí štíhlých osmibokých pilířů. Vstupovalo se do ní hrotitým portálem v západní zdi se dvěma zazděnými kruhovými okny po stranách. U bočních oken se částečně dochovala kružba. Do střední části sklenuté hvězdovou žebrovou klenbou se vstupovalo hrotitým portálem v severní zdi a osvětlovala ji dvě hrotitá okna v protější zdi. Na loď na východě vítězným obloukem navazuje obdélný presbytář. Na stěnách oblouku bývaly gotické figurální malby z doby okolo roku 1300. Kromě zmíněných figurálních maleb, zobrazujících sv. Václava, sv. Jiří a apoštoly, se v kostele zachovala ornamentální výzdoba, již zafinancovali krupští těžaři na sklonku středověku.

## Obraz v kultuře
Ke kostelu se váže pověst, kterou pod názvem Mše duchů v kostelíčku Svatoprokopském zveršoval František Cajthaml ve sbírce Sto pověstí a bájí severočeských. Obsahově připomíná Erbenovu Svatební košili, ale v několika prvcích se liší. Hlavní postavou není dívka, ale stařenka, a přestože se nerouhá, ale je velmi zbožná, potká ji podobný osud jako Erbenovu hrdinku, je ohrožena nemrtvými. Ačkoli jim těsně unikne, následkem šoku do dvou dnů umírá. Pověst se traduje v několika verzích.